# Lana Del Rey/Diskografie
Diese Diskografie ist eine Übersicht über die musikalischen Werke der US-amerikanischen Popsängerin und Songwriterin Lana Del Rey und ihrer Pseudonyme wie Lana Del Ray, Lizzy Grant und May Jailer. Den Quellenangaben und Schallplattenauszeichnungen zufolge hat sie bisher mehr als 127,3 Millionen Tonträger verkauft, davon über 88,6 Millionen Singles und 41,5 Millionen Alben. Ihre erfolgreichste Veröffentlichung ist die Single Summertime Sadness mit über 14,5 Millionen verkauften Einheiten.

## Alben

### Studioalben
| Jahr | Titel Musiklabel                                                                       | Höchstplatzierung, Gesamtwochen, AuszeichnungChartplatzierungen (Jahr, Titel, Musiklabel, Platzierungen, Wochen, Auszeichnungen, Anmerkungen) | Höchstplatzierung, Gesamtwochen, AuszeichnungChartplatzierungen (Jahr, Titel, Musiklabel, Platzierungen, Wochen, Auszeichnungen, Anmerkungen) | Höchstplatzierung, Gesamtwochen, AuszeichnungChartplatzierungen (Jahr, Titel, Musiklabel, Platzierungen, Wochen, Auszeichnungen, Anmerkungen) | Höchstplatzierung, Gesamtwochen, AuszeichnungChartplatzierungen (Jahr, Titel, Musiklabel, Platzierungen, Wochen, Auszeichnungen, Anmerkungen) | Höchstplatzierung, Gesamtwochen, AuszeichnungChartplatzierungen (Jahr, Titel, Musiklabel, Platzierungen, Wochen, Auszeichnungen, Anmerkungen) | Anmerkungen                                                  |
| Jahr | Titel Musiklabel                                                                       | DE | AT | CH | UK | US | Anmerkungen                                                  |
| ---- | -------------------------------------------------------------------------------------- | --- | --- | --- | --- | --- | ------------------------------------------------------------ |
| 2010 | Lana Del Ray a.k.a. Lizzy Grant 5 Points Records (Nudgie)                              | — | — | — | — | — | Erstveröffentlichung: 4. Januar 2010                         |
| 2012 | Born to Die Interscope Records • Polydor (UMG)                                         | DE1 ×9Neunfachgold · (… Wo.)DE | AT1 ×2Doppelplatin · (… Wo.)AT | CH1 ×2Doppelplatin · (… Wo.)CH | UK1 ×5Fünffachplatin · (… Wo.)UK | US2 ×5Fünffachplatin · (… Wo.)US | Erstveröffentlichung: 27. Januar 2012 Verkäufe: + 9.953.000  |
| 2014 | Ultraviolence Interscope Records • Polydor (UMG)                                       | DE3 Gold · (24 Wo.)DE | AT5 Gold · (13 Wo.)AT | CH2 (21 Wo.)CH | UK1 Platin · (29 Wo.)UK | US1 Platin · (55 Wo.)US | Erstveröffentlichung: 13. Juni 2014 Verkäufe: + 2.002.000    |
| 2015 | Honeymoon Interscope Records • Polydor (UMG)                                           | DE4 Gold · (8 Wo.)DE | AT4 (6 Wo.)AT | CH3 (12 Wo.)CH | UK2 Gold · (16 Wo.)UK | US2 Gold · (17 Wo.)US | Erstveröffentlichung: 18. September 2015 Verkäufe: + 997.500 |
| 2017 | Lust for Life Interscope Records • Polydor (UMG)                                       | DE8 (11 Wo.)DE | AT5 (7 Wo.)AT | CH2 (10 Wo.)CH | UK1 Gold · (13 Wo.)UK | US1 Gold · (22 Wo.)US | Erstveröffentlichung: 21. Juli 2017 Verkäufe: + 905.000      |
| 2019 | Norman Fucking Rockwell! Interscope Records • Polydor (UMG)                            | DE5 (12 Wo.)DE | AT7 (8 Wo.)AT | CH1 (16 Wo.)CH | UK1 Platin · (32 Wo.)UK | US3 Platin · (29 Wo.)US | Erstveröffentlichung: 30. August 2019 Verkäufe: + 1.740.000  |
| 2021 | Chemtrails over the Country Club Interscope Records • Polydor (UMG)                    | DE3 (7 Wo.)DE | AT4 (5 Wo.)AT | CH1 (10 Wo.)CH | UK1 Gold · (7 Wo.)UK | US2 (5 Wo.)US | Erstveröffentlichung: 19. März 2021 Verkäufe: + 230.000      |
| 2021 | Blue Banisters Interscope Records • Polydor (UMG)                                      | DE6 (3 Wo.)DE | AT8 (3 Wo.)AT | CH6 (5 Wo.)CH | UK2 Gold · (4 Wo.)UK | US8 (5 Wo.)US | Erstveröffentlichung: 15. Oktober 2021 Verkäufe: + 180.000   |
| 2023 | Did You Know That There’s a Tunnel Under Ocean Blvd Interscope Records • Polydor (UMG) | DE3 (17 Wo.)DE | AT4 (7 Wo.)AT | CH4 (9 Wo.)CH | UK1 Gold · (25 Wo.)UK | US3 (40 Wo.)US | Erstveröffentlichung: 24. März 2023 Verkäufe: + 410.500      |

### Soundtracks
| Jahr | Titel Musiklabel                           | Anmerkungen                            |
| ---- | ------------------------------------------ | -------------------------------------- |
| 2013 | Tropico Interscope Records • Polydor (UMG) | Erstveröffentlichung: 6. Dezember 2013 |

### EPs
| Jahr | Titel Musiklabel                                | Höchstplatzierung, Gesamtwochen, AuszeichnungChartplatzierungen (Jahr, Titel, Musiklabel, Platzierungen, Wochen, Auszeichnungen, Anmerkungen) | Höchstplatzierung, Gesamtwochen, AuszeichnungChartplatzierungen (Jahr, Titel, Musiklabel, Platzierungen, Wochen, Auszeichnungen, Anmerkungen) | Höchstplatzierung, Gesamtwochen, AuszeichnungChartplatzierungen (Jahr, Titel, Musiklabel, Platzierungen, Wochen, Auszeichnungen, Anmerkungen) | Höchstplatzierung, Gesamtwochen, AuszeichnungChartplatzierungen (Jahr, Titel, Musiklabel, Platzierungen, Wochen, Auszeichnungen, Anmerkungen) | Höchstplatzierung, Gesamtwochen, AuszeichnungChartplatzierungen (Jahr, Titel, Musiklabel, Platzierungen, Wochen, Auszeichnungen, Anmerkungen) | Anmerkungen                                                                     |
| Jahr | Titel Musiklabel                                | DE | AT | CH | UK | US | Anmerkungen                                                                     |
| ---- | ----------------------------------------------- | --- | --- | --- | --- | --- | ------------------------------------------------------------------------------- |
| 2012 | Lana Del Rey Interscope Records • Polydor (UMG) | — | — | — | — | US20 (3 Wo.)US | Erstveröffentlichung: 10. Januar 2012 Verkäufe: + 24.000                        |
| 2012 | Paradise Interscope Records • Polydor (UMG)     | DE*DE | AT*AT | CH*CH | UK*UK | US10 (55 Wo.)US | Erstveröffentlichung: 9. November 2012 Verkäufe: + 332.000; * siehe Born to Die |

## Singles

### Als Leadmusikerin
| Jahr | Titel Album                                                                                    | Höchstplatzierung, Gesamtwochen, AuszeichnungChartplatzierungen (Jahr, Titel, Album, Platzierungen, Wochen, Auszeichnungen, Anmerkungen) | Höchstplatzierung, Gesamtwochen, AuszeichnungChartplatzierungen (Jahr, Titel, Album, Platzierungen, Wochen, Auszeichnungen, Anmerkungen) | Höchstplatzierung, Gesamtwochen, AuszeichnungChartplatzierungen (Jahr, Titel, Album, Platzierungen, Wochen, Auszeichnungen, Anmerkungen) | Höchstplatzierung, Gesamtwochen, AuszeichnungChartplatzierungen (Jahr, Titel, Album, Platzierungen, Wochen, Auszeichnungen, Anmerkungen) | Höchstplatzierung, Gesamtwochen, AuszeichnungChartplatzierungen (Jahr, Titel, Album, Platzierungen, Wochen, Auszeichnungen, Anmerkungen) | Anmerkungen                                                                                      | [↑]: gemeinsam behandelt mit vorhergehendem Eintrag; [←]: in beiden Charts platziert |
| Jahr | Titel Album                                                                                    | DE | AT | CH | UK | US | Anmerkungen                                                                                      |                                                                                      |
| --- | ---------------------------------------------------------------------------------------------- | --- | --- | --- | --- | --- | ------------------------------------------------------------------------------------------------ | ------------------------------------------------------------------------------------ |
| 2008 | Kill Kill Lana Del Ray a.k.a. Lizzy Grant                                                      | — | — | — | — | — | Erstveröffentlichung: 21. Oktober 2008                                                           |                                                                                      |
| 2011 | Video Games Born to Die                                                                        | DE1 ×2Doppelplatin · (33 Wo.)DE | AT2 Platin · (21 Wo.)AT | CH2 ×2Doppelplatin · (30 Wo.)CH | UK9 ×3Dreifachplatin · (31 Wo.)UK | US91 ×3×2Dreifachplatin (Video Games) + Doppelplatin (Blue Jeans) · (1 Wo.)US                                                            | Erstveröffentlichung: 7. Oktober 2011 Verkäufe: + 6.653.600                                      |                                                                                      |
| 2011 | Blue Jeans Born to Die[DE: ↑][AT: ↑]                                                           | DE1 ×2Doppelplatin · (33 Wo.)DE | AT2 Platin · (21 Wo.)AT | CH39 (16 Wo.)CH | UK32 Platin · (7 Wo.)UK[US: ↑] | US91 ×3×2Dreifachplatin (Video Games) + Doppelplatin (Blue Jeans) · (1 Wo.)US                                                            | Erstveröffentlichung: 4. November 2011 Verkäufe: + 3.075.000                                     |                                                                                      |
| 2011 | Born to Die                                                                                    | DE29 Gold · (11 Wo.)DE | AT10 (12 Wo.)AT | CH13 (12 Wo.)CH | UK9 Platin · (18 Wo.)UK | US— ×3DreifachplatinUS | Erstveröffentlichung: 30. Dezember 2011 Verkäufe: + 4.538.400                                    |                                                                                      |
| 2012 | Summertime Sadness Born to Die                                                                 | DE4 ×3Dreifachplatin · (43 Wo.)DE | AT8 Gold · (32 Wo.)AT | CH3 ×5Fünffachplatin · (92 Wo.)CH | UK4 ×4Vierfachplatin · (56 Wo.)UK | US6 ×8Achtfachplatin · (23 Wo.)US | Erstveröffentlichung: 22. Juni 2012 Verkäufe: + 14.555.100                                       |                                                                                      |
| 2012 | National Anthem Born to Die                                                                    | — | — | — | UK92 Gold · (2 Wo.)UK | US— PlatinUS | Erstveröffentlichung: 6. Juli 2012 Verkäufe: + 1.575.000                                         |                                                                                      |
| 2012 | Blue Velvet Paradise                                                                           | DE49 (2 Wo.)DE | AT40 (1 Wo.)AT | CH42 (1 Wo.)CH | UK60 (1 Wo.)UK | — | Erstveröffentlichung: 20. September 2012 Original: Tony Bennett mit Percy Faith & His Orchestra  |                                                                                      |
| 2012 | Ride Paradise                                                                                  | DE44 (4 Wo.)DE | AT63 (2 Wo.)AT | CH20 (7 Wo.)CH | UK32 Gold · (2 Wo.)UK | US— PlatinUS | Erstveröffentlichung: 25. September 2012 Verkäufe: + 1.530.000                                   |                                                                                      |
| 2013 | Dark Paradise Born to Die                                                                      | DE45 (5 Wo.)DE | AT42 (2 Wo.)AT | CH48 (1 Wo.)CH | UK— SilberUK | US— PlatinUS | Erstveröffentlichung: 1. März 2013 Verkäufe: + 1.330.000                                         |                                                                                      |
| 2013 | Young & Beautiful Der große Gatsby (O.S.T.)                                                    | DE50 Platin · (5 Wo.)DE | AT57 (3 Wo.)AT | CH31 (3 Wo.)CH | UK23 ×2Doppelplatin · (14 Wo.)UK | US22 ×6Sechsfachplatin · (21 Wo.)US | Erstveröffentlichung: 22. April 2013 Verkäufe: + 9.150.000                                       |                                                                                      |
| 2014 | Once Upon a Dream Maleficent – Die dunkle Fee (O.S.T.)                                         | — | — | — | UK60 Silber · (3 Wo.)UK | US— PlatinUS | Erstveröffentlichung: 26. Januar 2014 Verkäufe: + 1.235.000; Original: Mary Costa & Bill Shirley |                                                                                      |
| 2014 | West Coast Ultraviolence                                                                       | DE22 Gold · (14 Wo.)DE | AT39 (4 Wo.)AT | CH13 (13 Wo.)CH | UK21 Platin · (7 Wo.)UK | US17 ×2Doppelplatin · (2 Wo.)US | Erstveröffentlichung: 14. April 2014 Verkäufe: + 3.325.000                                       |                                                                                      |
| 2014 | Shades of Cool Ultraviolence                                                                   | — | — | CH43 (1 Wo.)CH | — | US79 Gold · (1 Wo.)US | Erstveröffentlichung: 26. Mai 2014 Verkäufe: + 595.000                                           |                                                                                      |
| 2014 | Ultraviolence                                                                                  | — | — | — | UK— SilberUK | US70 Platin · (1 Wo.)US | Erstveröffentlichung: 6. Juni 2014 Verkäufe: + 1.295.000                                         |                                                                                      |
| 2014 | Brooklyn Baby Ultraviolence                                                                    | — | AT64 (1 Wo.)AT | CH16 (2 Wo.)CH | UK86 Gold · (1 Wo.)UK | US— PlatinUS | Erstveröffentlichung: 17. Juni 2014 Verkäufe: + 1.620.000                                        |                                                                                      |
| 2014 | Black Beauty Ultraviolence                                                                     | — | — | — | — | — | Erstveröffentlichung: 15. Dezember 2014 Verkäufe: + 30.000                                       |                                                                                      |
| 2015 | High by the Beach Honeymoon                                                                    | DE75 (4 Wo.)DE | AT56 (2 Wo.)AT | CH58 (3 Wo.)CH | UK60 Silber · (3 Wo.)UK | US51 Platin · (3 Wo.)US | Erstveröffentlichung: 20. Juli 2015 Verkäufe: + 1.355.000                                        |                                                                                      |
| 2015 | Music to Watch Boys To Honeymoon                                                               | — | — | — | — | — | Erstveröffentlichung: 11. September 2015 Verkäufe: + 30.000                                      |                                                                                      |
| 2017 | Love Lust for Life                                                                             | DE68 (3 Wo.)DE | AT43 (3 Wo.)AT | CH27 (5 Wo.)CH | UK41 Silber · (5 Wo.)UK | US44 Platin · (2 Wo.)US | Erstveröffentlichung: 18. Februar 2017 Verkäufe: + 1.466.000                                     |                                                                                      |
| 2017 | Lust for Life                                                                                  | DE65 (1 Wo.)DE | AT51 (1 Wo.)AT | CH48 (3 Wo.)CH | UK38 Silber · (4 Wo.)UK | US64 Platin · (1 Wo.)US | Erstveröffentlichung: 20. April 2017 Verkäufe: + 1.473.000; feat. The Weeknd                     |                                                                                      |
| 2017 | Groupie Love Lust for Life                                                                     | — | — | — | — | — | Erstveröffentlichung: 13. Juli 2017 feat. ASAP Rocky                                             |                                                                                      |
| 2017 | Summer Bummer Lust for Life                                                                    | — | — | — | UK81 (2 Wo.)UK | US— GoldUS | Erstveröffentlichung: 14. Juli 2017 Verkäufe: + 535.000; feat. ASAP Rocky & Playboi Carti        |                                                                                      |
| 2018 | Mariners Apartment Complex Norman Fucking Rockwell!                                            | — | — | CH89 (1 Wo.)CH | UK79 Silber · (1 Wo.)UK | US— GoldUS | Erstveröffentlichung: 12. September 2018 Verkäufe: + 850.000                                     |                                                                                      |
| 2018 | Venice Bitch Norman Fucking Rockwell!                                                          | — | — | — | UK— SilberUK | US— GoldUS | Erstveröffentlichung: 18. September 2018 Verkäufe: + 775.000                                     |                                                                                      |
| 2019 | Hope Is a Dangerous Thing for a Woman like Me to Have – but I Have It Norman Fucking Rockwell! | — | — | — | UK99 (1 Wo.)UK | — | Erstveröffentlichung: 9. Januar 2019 Verkäufe: + 75.000                                          |                                                                                      |
| 2019 | Doin’ Time Norman Fucking Rockwell!                                                            | — | — | CH70 (2 Wo.)CH | UK42 Platin · (6 Wo.)UK | US59 Platin · (2 Wo.)US | Erstveröffentlichung: 17. Mai 2019 Verkäufe: + 2.220.000                                         |                                                                                      |
| 2019 | Fuck It, I Love You Norman Fucking Rockwell!                                                   | — | — | — | UK59 Silber · (2 Wo.)UK | US— GoldUS | Erstveröffentlichung: 22. August 2019 Verkäufe: + 815.000                                        |                                                                                      |
| 2019 | The Greatest Norman Fucking Rockwell!                                                          | — | — | — | — | — | Erstveröffentlichung: 22. August 2019                                                            |                                                                                      |
| 2019 | Don’t Call Me Angel Charlie’s Angels (O.S.T.)                                                  | DE11 (5 Wo.)DE | AT12 (4 Wo.)AT | CH4 (6 Wo.)CH | UK2 Gold · (9 Wo.)UK | US13 (7 Wo.)US | Erstveröffentlichung: 13. September 2019 Verkäufe: + 765.000; mit Ariana Grande & Miley Cyrus    |                                                                                      |
| 2020 | Let Me Love You Like a Woman Chemtrails over the Country Club                                  | DE— aDE | — | CH85 (1 Wo.)CH | UK87 (1 Wo.)UK | — | Erstveröffentlichung: 16. Oktober 2020 Verkäufe: + 20.000                                        |                                                                                      |
| 2021 | Chemtrails over the Country Club                                                               | DE— bDE | — | CH94 (1 Wo.)CH | UK58 Silber · (3 Wo.)UK | — | Erstveröffentlichung: 11. Januar 2021 Verkäufe: + 495.000                                        |                                                                                      |
| 2021 | Blue Banisters                                                                                 | — | — | — | — | — | Erstveröffentlichung: 21. Mai 2021                                                               |                                                                                      |
| 2021 | Text Book Blue Banisters                                                                       | — | — | — | — | — | Erstveröffentlichung: 21. Mai 2021 Verkäufe: + 20.000                                            |                                                                                      |
| 2021 | Wildflower Wildfire Blue Banisters                                                             | — | — | — | — | — | Erstveröffentlichung: 21. Mai 2021                                                               |                                                                                      |
| 2021 | Arcadia Blue Banisters                                                                         | — | — | — | — | — | Erstveröffentlichung: 8. September 2021                                                          |                                                                                      |
| 2022 | Watercolor Eyes –                                                                              | — | — | — | UK87 (1 Wo.)UK | — | Erstveröffentlichung: 21. Januar 2022 Verkäufe: + 20.000                                         |                                                                                      |
| 2022 | Did You Know That There’s a Tunnel Under Ocean Blvd                                            | — | — | — | UK98 (1 Wo.)UK | — | Erstveröffentlichung: 7. Dezember 2022 Verkäufe: + 40.000                                        |                                                                                      |
| 2023 | A&W Did You Know That There’s a Tunnel Under Ocean Blvd                                        | — | — | — | UK41 (4 Wo.)UK | — | Erstveröffentlichung: 14. Februar 2023 Verkäufe: + 40.000                                        |                                                                                      |
| 2023 | Say Yes to Heaven –                                                                            | DE41 (5 Wo.)DE | AT36 (2 Wo.)AT | CH18 (4 Wo.)CH | UK9 Gold · (9 Wo.)UK | US54 Gold · (3 Wo.)US | Erstveröffentlichung: 19. Mai 2023 Verkäufe: + 1.720.000                                         |                                                                                      |
| 2023 | Take Me Home, Country Roads –                                                                  | — | — | — | — | — | Erstveröffentlichung: 1. Dezember 2023 Original: John Denver & Fat City                          |                                                                                      |
| 2024 | Tough –                                                                                        | DE38 (3 Wo.)DE | AT32 (2 Wo.)AT | CH18 (5 Wo.)CH | UK32 (6 Wo.)UK | US33 (5 Wo.)US | Erstveröffentlichung: 3. Juli 2024 Verkäufe: + 50.000; mit Quavo                                 |                                                                                      |
| 2025 | Henry, Come On –                                                                               | — | — | CH60 (1 Wo.)CH | UK30 (2 Wo.)UK | US90 (1 Wo.)US | Erstveröffentlichung: 11. April 2025                                                             |                                                                                      |
| 2025 | Bluebird –                                                                                     | — | — | — | UK80 (1 Wo.)UK | — | Erstveröffentlichung: 18. April 2025                                                             |                                                                                      |
| Folgende Lieder erschienen nicht als Single, wurden aber durch das Album zum Download und Streaming bereitgestellt und konnten somit eine Platzierung erlangen: |                                                                                                | | | | | |                                                                                                  |                                                                                      |
| |                                                                                                | | | | | |                                                                                                  |                                                                                      |
| 2014 | Gods & Monsters Paradise                                                                       | — | — | — | UK39 Silber · (2 Wo.)UK | US— GoldUS | Charteinstieg: 3. Mai 2014 Verkäufe: + 700.000                                                   |                                                                                      |
| 2019 | Norman Fucking Rockwell Norman Fucking Rockwell!                                               | — | — | — | UK44 Silber · (2 Wo.)UK | — | Charteinstieg: 6. September 2019 Verkäufe: + 275.000                                             |                                                                                      |
| 2021 | White Dress Chemtrails over the Country Club                                                   | — | — | — | UK51 (1 Wo.)UK | — | Charteinstieg: 26. März 2021 Verkäufe: + 20.000                                                  |                                                                                      |
| 2021 | Tulsa Jesus Freak Chemtrails over the Country Club                                             | — | — | — | UK81 (1 Wo.)UK | — | Charteinstieg: 26. März 2021                                                                     |                                                                                      |
| 2021 | Dealer Blue Banisters                                                                          | — | — | — | UK87 (1 Wo.)UK | US— GoldUS | Charteinstieg: 29. Oktober 2021 Verkäufe: + 520.000                                              |                                                                                      |
| 2023 | Paris, Texas Did You Know That There’s a Tunnel Under Ocean Blvd                               | — | — | — | UK48 (1 Wo.)UK | — | Charteinstieg: 31. März 2023 Verkäufe: + 20.000                                                  |                                                                                      |
| 2023 | Candy Necklace Did You Know That There’s a Tunnel Under Ocean Blvd                             | — | — | — | UK68 (1 Wo.)UK | — | Charteinstieg: 31. März 2023 Verkäufe: + 20.000                                                  |                                                                                      |
| 2023 | Radio Born to Die                                                                              | DE100 (1 Wo.)DE | AT48 (5 Wo.)AT | CH61 (9 Wo.)CH | UK78 Gold · (6 Wo.)UK | US— PlatinUS | Charteinstieg: 18. Juni 2023 Verkäufe: + 1.810.000                                               |                                                                                      |

### Als Gastmusikerin
| Jahr | Titel Album                                                         | Höchstplatzierung, Gesamtwochen, AuszeichnungChartplatzierungen (Jahr, Titel, Album, Platzierungen, Wochen, Auszeichnungen, Anmerkungen) | Höchstplatzierung, Gesamtwochen, AuszeichnungChartplatzierungen (Jahr, Titel, Album, Platzierungen, Wochen, Auszeichnungen, Anmerkungen) | Höchstplatzierung, Gesamtwochen, AuszeichnungChartplatzierungen (Jahr, Titel, Album, Platzierungen, Wochen, Auszeichnungen, Anmerkungen) | Höchstplatzierung, Gesamtwochen, AuszeichnungChartplatzierungen (Jahr, Titel, Album, Platzierungen, Wochen, Auszeichnungen, Anmerkungen) | Höchstplatzierung, Gesamtwochen, AuszeichnungChartplatzierungen (Jahr, Titel, Album, Platzierungen, Wochen, Auszeichnungen, Anmerkungen) | Anmerkungen                                                                                 |
| Jahr | Titel Album                                                         | DE | AT | CH | UK | US | Anmerkungen                                                                                 |
| --- | ------------------------------------------------------------------- | --- | --- | --- | --- | --- | ------------------------------------------------------------------------------------------- |
| 2016 | Party Monster Starboy                                               | DE34 (4 Wo.)DE | AT40 (2 Wo.)AT | CH21 (5 Wo.)CH | UK17 Platin · (9 Wo.)UK | US16 ×3Dreifachplatin · (19 Wo.)US | Erstveröffentlichung: 6. Dezember 2016 Verkäufe: + 4.540.000; The Weeknd feat. Lana Del Rey |
| 2018 | God Save Our Young Blood Blue Madonna                               | — | — | — | — | — | Erstveröffentlichung: 2. Januar 2018 Børns feat. Lana Del Rey                               |
| 2020 | Hallucinogenics (Remix) –                                           | — | — | — | — | — | Erstveröffentlichung: 25. September 2020 Matt Maeson feat. Lana Del Rey                     |
| 2021 | Secret Life Take the Sadness Out of Saturday Night                  | — | — | — | — | — | Erstveröffentlichung: 28. Juli 2021 Bleachers feat. Lana Del Rey                            |
| 2022 | Buddy’s Rendezvous Chloë and the Next 20th Century (Deluxe Edition) | — | — | — | — | — | Erstveröffentlichung: 16. Juni 2022 Father John Misty & Lana Del Rey                        |
| 2023 | Lost at Sea                                                         | — | — | — | — | — | Erstveröffentlichung: 1. Juni 2023 Rob Grant feat. Lana Del Rey                             |
| 2023 | Hollywood Bowl Lost at Sea                                          | — | — | — | — | — | Erstveröffentlichung: 8. Juni 2023 Rob Grant feat. Lana Del Rey                             |
| 2023 | Summertime Die Hoffnung klaut mir niemand                           | DE1 Gold · (42 Wo.)DE | AT6 (14 Wo.)AT | CH24 (8 Wo.)CH | — | — | Erstveröffentlichung: 10. August 2023 Verkäufe: + 300.000; Kontra K feat. Lana Del Rey      |
| 2023 | Suburban House –                                                    | — | — | — | — | — | Erstveröffentlichung: 20. Oktober 2023 Holly Macve feat. Lana Del Rey                       |
| Folgende Lieder erschienen nicht als Single, wurden aber durch das Album zum Download und Streaming bereitgestellt und konnten somit eine Platzierung erlangen: |                                                                     | | | | | |                                                                                             |
| |                                                                     | | | | | |                                                                                             |
| 2015 | Prisoner Beauty Behind the Madness                                  | — | — | — | UK78 (1 Wo.)UK | US47 Platin · (3 Wo.)US | Charteinstieg: 4. September 2015 Verkäufe: + 1.075.000; The Weeknd feat. Lana Del Rey       |
| 2016 | Stargirl Interlude Starboy                                          | — | — | — | UK73 Platin · (1 Wo.)UK | US61 (1 Wo.)US | Charteinstieg: 2. Dezember 2016 Verkäufe: + 1.200.000; The Weeknd feat. Lana Del Rey        |
| 2022 | Snow on the Beach Midnights                                         | DE74 (1 Wo.)DE | AT12 (3 Wo.)AT | CH16 (4 Wo.)CH | UK4 Gold · (10 Wo.)UK | US4 (8 Wo.)US | Charteinstieg: 28. Oktober 2022 Verkäufe: + 795.000; Taylor Swift feat. Lana Del Rey        |
| 2025 | The Abyss Hurry Up Tomorrow                                         | — | — | — | — | US68 (1 Wo.)US | Charteinstieg: 31. Januar 2025 Verkäufe: + 10.000; The Weeknd feat. Lana Del Rey            |

## Musikvideos
| Jahr | Titel                              | Regie                                              |
| ---- | ---------------------------------- | -------------------------------------------------- |
| 2008 | Kill Kill                          | Lana Del Rey                                       |
| 2009 | Gramma                             | Lana Del Rey                                       |
| 2009 | Yayo                               | Lana Del Rey                                       |
| 2009 | Mermaid Motel                      | Lana Del Rey                                       |
| 2009 | Put Me in a Movie                  | Lana Del Rey                                       |
| 2009 | Brite Lites                        | Lana Del Rey                                       |
| 2009 | Jump                               | Lana Del Rey                                       |
| 2009 | Pawn Shop Blues                    | Lana Del Rey                                       |
| 2010 | You Can Be the Boss                | Lana Del Rey                                       |
| 2010 | Kinda Outta Luck                   | Lana Del Rey                                       |
| 2010 | On Our Way                         | Lana Del Rey                                       |
| 2010 | Hundred Dollar Bill                | Lana Del Rey                                       |
| 2010 | Lolita                             | Lana Del Rey                                       |
| 2011 | Diet Mountain Dew                  | Lana Del Rey                                       |
| 2011 | Video Games                        | Lana Del Rey                                       |
| 2011 | Born to Die                        | Yoann Lemoine                                      |
| 2012 | Blue Jeans                         | Lana Del Rey (Version 1) Yoann Lemoine (Version 2) |
| 2012 | Carmen                             | Lana Del Rey                                       |
| 2012 | National Anthem                    | Anthony Mandler                                    |
| 2012 | Summertime Sadness                 | Kyle Newman, Spencer Susser                        |
| 2012 | Blue Velvet                        | Johan Renck                                        |
| 2012 | Ride                               | Anthony Mandler                                    |
| 2012 | Bel Air                            | Kyle Newman, Spencer Susser                        |
| 2013 | Burning Desire                     | Anthony Shurmer                                    |
| 2013 | Chelsea Hotel No. 2                | Anthony Shurmer                                    |
| 2013 | Summer Wine                        | Lana Del Rey                                       |
| 2013 | Young & Beautiful                  | Sophie Muller, Chris Sweeney                       |
| 2014 | West Coast                         | Vincent Haycock                                    |
| 2014 | Shades of Cool                     | Jake Nava                                          |
| 2014 | Ultraviolence                      | Francesco Carrozzini                               |
| 2015 | Honeymoon                          | Lana Del Rey                                       |
| 2015 | High by the Beach                  | Jake Nava                                          |
| 2015 | Music to Watch Boys To             | Kinga Burza                                        |
| 2016 | Freak                              | Lana Del Rey                                       |
| 2016 | Party Monster                      | BRTHR                                              |
| 2017 | Love                               | Rich Lee                                           |
| 2017 | Lust for Life                      | Rich Lee (2 Versionen)                             |
| 2017 | White Mustang                      | Rich Lee                                           |
| 2018 | Woman                              | Greg Hunt                                          |
| 2018 | Mariners Apartment Complex         | Chuck Grant                                        |
| 2018 | Venice Bitch                       | Chuck Grant                                        |
| 2019 | Fuck It, I Love You / The Greatest | Rich Lee                                           |
| 2019 | Doin’ Time                         | Rich Lee                                           |
| 2019 | Don’t Call Me Angel                | Hannah Lux Davis                                   |
| 2019 | Norman Fucking Rockwell            | Chuck Grant                                        |
| 2020 | Let Me Love You Like a Woman       | Lana Del Rey                                       |
| 2020 | Summertime (The Gershwin Version)  | Constellation Jones                                |
| 2021 | Chemtrails over the Country Club   | Brthr                                              |
| 2021 | White Dress                        | Constellation Jones                                |
| 2021 | Arcadia                            | Lana Del Rey (2 Versionen)                         |
| 2021 | Blue Banisters                     | Lana Del Rey                                       |
| 2023 | Candy Necklace                     | Rich Lee                                           |
| 2023 | Summertime                         | Specter Berlin                                     |
| 2024 | Tough                              | Lana Del Rey, Quavo, Wyatt Spain Winfrey           |

## Autorenbeteiligungen und Produktionen
Lana Del Rey als Autorin in den Charts

| Jahr | Titel Interpretation        | Höchstplatzierung, Gesamtwochen, AuszeichnungChartplatzierungen (Jahr, Titel, Interpretation, Platzierungen, Wochen, Auszeichnungen, Anmerkungen) | Höchstplatzierung, Gesamtwochen, AuszeichnungChartplatzierungen (Jahr, Titel, Interpretation, Platzierungen, Wochen, Auszeichnungen, Anmerkungen) | Höchstplatzierung, Gesamtwochen, AuszeichnungChartplatzierungen (Jahr, Titel, Interpretation, Platzierungen, Wochen, Auszeichnungen, Anmerkungen) | Höchstplatzierung, Gesamtwochen, AuszeichnungChartplatzierungen (Jahr, Titel, Interpretation, Platzierungen, Wochen, Auszeichnungen, Anmerkungen) | Höchstplatzierung, Gesamtwochen, AuszeichnungChartplatzierungen (Jahr, Titel, Interpretation, Platzierungen, Wochen, Auszeichnungen, Anmerkungen) | Anmerkungen                           |
| Jahr | Titel Interpretation        | DE | AT | CH | UK | US | Anmerkungen                           |
| ---- | --------------------------- | --- | --- | --- | --- | --- | ------------------------------------- |
| 2011 | Video Games Michael Schulte | DE66 (1 Wo.)DE | — | — | — | — | Erstveröffentlichung: 27. Januar 2012 |

## Hörbücher
| Jahr | Titel Musiklabel                                                        | Höchstplatzierung, Gesamtwochen, AuszeichnungChartplatzierungen (Jahr, Titel, Musiklabel, Platzierungen, Wochen, Auszeichnungen, Anmerkungen) | Höchstplatzierung, Gesamtwochen, AuszeichnungChartplatzierungen (Jahr, Titel, Musiklabel, Platzierungen, Wochen, Auszeichnungen, Anmerkungen) | Höchstplatzierung, Gesamtwochen, AuszeichnungChartplatzierungen (Jahr, Titel, Musiklabel, Platzierungen, Wochen, Auszeichnungen, Anmerkungen) | Höchstplatzierung, Gesamtwochen, AuszeichnungChartplatzierungen (Jahr, Titel, Musiklabel, Platzierungen, Wochen, Auszeichnungen, Anmerkungen) | Höchstplatzierung, Gesamtwochen, AuszeichnungChartplatzierungen (Jahr, Titel, Musiklabel, Platzierungen, Wochen, Auszeichnungen, Anmerkungen) | Anmerkungen                         |
| Jahr | Titel Musiklabel                                                        | DE | AT | CH | UK | US | Anmerkungen                         |
| ---- | ----------------------------------------------------------------------- | --- | --- | --- | --- | --- | ----------------------------------- |
| 2020 | Violet Bent Backwards over the Grass Interscope Records • Polydor (UMG) | — | — | CH82 (1 Wo.)CH | UK25 (1 Wo.)UK | — | Erstveröffentlichung: 28. Juli 2020 |

## Boxsets
| Jahr | Titel Musiklabel          | Anmerkungen                                                                                             |
| ---- | ------------------------- | --- |
| 2012 | The Singles Polydor (UMG) | Erstveröffentlichung: 10. Dezember 2012 Inhalt: Video Games/Blue Jeans, Born to Die, Blue Velvet + Ride |

## Promoveröffentlichungen
| Jahr | Titel Album                                                        | Anmerkungen                                                                             |
| ---- | ------------------------------------------------------------------ | --------------------------------------------------------------------------------------- |
| 2011 | Off to the Races Born to Die                                       | Erstveröffentlichung: 20. Dezember 2011 · Verkäufe: + 1.265.000; UK: Silber, US: Platin |
| 2012 | Carmen Born to Die                                                 | Erstveröffentlichung: 26. Januar 2012 · Verkäufe: + 500.000; US: Gold                   |
| 2012 | Dayglo Reflection The Bravest Man in the Universe                  | Erstveröffentlichung: 1. Oktober 2012 Bobby Womack feat. Lana Del Rey                   |
| 2013 | Burning Desire Paradise                                            | Erstveröffentlichung: 19. März 2013                                                     |
| 2014 | Big Eyes Big Eyes (O.S.T.)                                         | Erstveröffentlichung: 19. Dezember 2014                                                 |
| 2015 | Terrence Loves You Honeymoon                                       | Erstveröffentlichung: 21. August 2015                                                   |
| 2015 | Honeymoon                                                          | Erstveröffentlichung: 7. September 2015                                                 |
| 2016 | Freak Honeymoon                                                    | Erstveröffentlichung: 9. Februar 2016 · Verkäufe: + 530.000; US: Gold                   |
| 2017 | Coachella – Woodstock in My Mind Lust for Life                     | Erstveröffentlichung: 15. Mai 2017                                                      |
| 2017 | White Mustang Lust for Life                                        | Erstveröffentlichung: 17. September 2017 · Verkäufe: + 265.000; UK: Silber              |
| 2018 | You Must Love Me Unmasked: The Platinum Collection (Sampler)       | Erstveröffentlichung: 5. März 2018 Original: Madonna                                    |
| 2019 | Looking for America –                                              | Erstveröffentlichung: 9. August 2019                                                    |
| 2020 | LA Who Am I to Love You Violet Bent Backwards over the Grass       | Erstveröffentlichung: 28. Juli 2020                                                     |
| 2020 | Summertime (The Gershwin Version) –                                | Erstveröffentlichung: 19. November 2020 Original: George Gershwin                       |
| 2020 | You’ll Never Walk Alone The End of the Storm (Official Soundtrack) | Erstveröffentlichung: 7. Dezember 2020 Original: Gerry & the Pacemakers                 |
| 2023 | The Grants Did You Know That There’s a Tunnel Under Ocean Blvd     | Erstveröffentlichung: 14. März 2023                                                     |
| 2023 | Blue Skies The New Look (O.S.T.)                                   | Erstveröffentlichung: 30. November 2023 Original: Belle Baker                           |

## Sonderveröffentlichungen

### Alben
| Jahr | Titel Musiklabel                                      | Anmerkungen                                                                  |
| ---- | ----------------------------------------------------- | ---------------------------------------------------------------------------- |
| 2012 | Bromance: Lana Del Rey Remixes Bromance Records (EMI) | Erstveröffentlichung: 6. April 2012 Remix-EP, die nur in Frankreich erschien |

| Jahr | Titel Musiklabel                        | Anmerkungen                |
| ---- | --------------------------------------- | -------------------------- |
| 2005 | Young Like Me 5 Points Records (Nudgie) | Erstveröffentlichung: 2005 |
| 2005 | From the End 5 Points Records (Nudgie)  | Erstveröffentlichung: 2005 |
| 2005 | Sirens 5 Points Records (Nudgie)        | Erstveröffentlichung: 2005 |
| 2005 | Quite Now 5 Points Records (Nudgie)     | Erstveröffentlichung: 2005 |
| 2008 | No Kung Fu 5 Points Records (Nudgie)    | Erstveröffentlichung: 2008 |

| Jahr | Titel Musiklabel                                                     | Anmerkungen                                                                     |
| ---- | -------------------------------------------------------------------- | ------------------------------------------------------------------------------- |
| 2012 | Born to Die: The Paradise Edition Interscope Records • Polydor (UMG) | Erstveröffentlichung: 9. November 2012 Verkäufe werden Born to Die hinzuaddiert |

### Lieder
| Jahr | Titel Album                                                         | Anmerkungen                                                                                       |
| ---- | ------------------------------------------------------------------- | ------------------------------------------------------------------------------------------------- |
| 2010 | Chet Baker (Unplugged) Above and Beyond – MTV Unplugged             | Erstveröffentlichung: 12. November 2010 Mando Diao feat. Lana Del Rey                             |
| 2010 | Gloria (Unplugged) Above and Beyond – MTV Unplugged                 | Erstveröffentlichung: 12. November 2010 Mando Diao feat. Lana Del Rey                             |
| 2010 | Live My Life Tamarama                                               | Erstveröffentlichung: 2010 Tamarama feat. Lana Del Rey                                            |
| 2012 | Spender All I Know                                                  | Erstveröffentlichung: 2012 Smiler feat. Lana Del Rey                                              |
| 2012 | Dayglo Reflection The Bravest Man in the Universe                   | Erstveröffentlichung: 8. Juni 2012 Bobby Womack feat. Lana Del Rey                                |
| 2013 | Hotel Sayre Der große Gatsby (O.S.T.)                               | Erstveröffentlichung: 6. Mai 2013 Craig Armstrong feat. Lana Del Rey                              |
| 2013 | Two Minutes to Four and Reunited Der große Gatsby (O.S.T.)          | Erstveröffentlichung: 6. Mai 2013 Craig Armstrong feat. Lana Del Rey                              |
| 2013 | Magic Tree and I Let Myself Go Der große Gatsby (O.S.T.)            | Erstveröffentlichung: 6. Mai 2013 Craig Armstrong feat. Lana Del Rey                              |
| 2015 | Wait for Life We Fall                                               | Erstveröffentlichung: 24. Februar 2015 Emile Haynie feat. Lana Del Rey                            |
| 2015 | Prisoner Beauty Behind the Madness                                  | Erstveröffentlichung: 28. August 2015 The Weeknd feat. Lana Del Rey                               |
| 2016 | Party Monster Starboy                                               | Erstveröffentlichung: 25. November 2016 The Weeknd feat. Lana Del Rey                             |
| 2016 | Stargirl Interlude Starboy                                          | Erstveröffentlichung: 25. November 2016 The Weeknd feat. Lana Del Rey                             |
| 2018 | Blue Madonna                                                        | Erstveröffentlichung: 12. Januar 2018 Børns feat. Lana Del Rey                                    |
| 2018 | God Save Our Young Blood Blue Madonna                               | Erstveröffentlichung: 12. Januar 2018 Børns feat. Lana Del Rey                                    |
| 2018 | Living with Myself Rare Birds                                       | Erstveröffentlichung: 2. März 2018 Jonathan Wilson feat. Lana Del Rey                             |
| 2018 | Woman Wanderer                                                      | Erstveröffentlichung: 5. Oktober 2018 Cat Power feat. Lana Del Rey                                |
| 2019 | I’ll Be Home for Christmas The Kacey Musgraves Christmas Show       | Erstveröffentlichung: 29. November 2019 Kacey Musgraves feat. Lana Del Rey; Original: Bing Crosby |
| 2021 | Secret Life Take the Sadness Out of Saturday Night                  | Erstveröffentlichung: 30. Juli 2021 Bleachers feat. Lana Del Rey                                  |
| 2022 | Buddy’s Rendezvous Chloë and the Next 20th Century (Deluxe Edition) | Erstveröffentlichung: 8. April 2022 Father John Misty & Lana Del Rey                              |
| 2022 | Snow on the Beach Midnights                                         | Erstveröffentlichung: 21. Oktober 2022 Taylor Swift feat. Lana Del Rey                            |
| 2023 | Hollywood Bowl Lost at Sea                                          | Erstveröffentlichung: 9. Juni 2023 Rob Grant feat. Lana Del Rey                                   |
| 2023 | Lost at Sea                                                         | Erstveröffentlichung: 9. Juni 2023 Rob Grant feat. Lana Del Rey                                   |
| 2023 | Life Lesson World Music Radio                                       | Erstveröffentlichung: 18. August 2023 Jon Batiste feat. Lana Del Rey                              |
| 2023 | Summertime Die Hoffnung klaut mir niemand                           | Erstveröffentlichung: 10. November 2023 Kontra K feat. Lana Del Rey                               |
| 2025 | The Abyss Hurry Up Tomorrow                                         | Erstveröffentlichung: 31. Januar 2025 The Weeknd feat. Lana Del Rey                               |

| Jahr | Titel Album                                        | Anmerkungen                                           |
| ---- | -------------------------------------------------- | ----------------------------------------------------- |
| 2018 | You Must Love Me Unmasked: The Platinum Collection | Erstveröffentlichung: 16. März 2018 Original: Madonna |

| Jahr | Titel Soundtrack                                              | Anmerkungen                                                             |
| ---- | ------------------------------------------------------------- | ----------------------------------------------------------------------- |
| 2013 | Hotel Sayre Der große Gatsby                                  | Erstveröffentlichung: 6. Mai 2013 Craig Armstrong feat. Lana Del Rey    |
| 2013 | Two Minutes to Four and Reunited Der große Gatsby             | Erstveröffentlichung: 6. Mai 2013 Craig Armstrong feat. Lana Del Rey    |
| 2013 | Magic Tree and I Let Myself Go Der große Gatsby               | Erstveröffentlichung: 6. Mai 2013 Craig Armstrong feat. Lana Del Rey    |
| 2013 | Young & Beautiful Der große Gatsby                            | Erstveröffentlichung: 6. Mai 2013                                       |
| 2014 | Once Upon a Dream Maleficent – Die dunkle Fee                 | Erstveröffentlichung: 27. Mai 2014                                      |
| 2014 | Big Eyes                                                      | Erstveröffentlichung: 23. Dezember 2014                                 |
| 2014 | I Can Fly Big Eyes                                            | Erstveröffentlichung: 23. Dezember 2014                                 |
| 2015 | Life is Beautiful Für immer Adaline                           | Erstveröffentlichung: 24. April 2015                                    |
| 2015 | Some Things Last a Long Time Hi! How Are You Daniel Johnston? | Erstveröffentlichung: November 2015 Original: Daniel Johnston           |
| 2019 | Season of the Witch Scary Stories to Tell in the Dark         | Erstveröffentlichung: 9. August 2019 Original: Donovan                  |
| 2019 | Don’t Call Me Angel 3 Engel für Charlie                       | Erstveröffentlichung: 1. November 2019 mit Miley Cyrus & Lana Del Rey   |
| 2020 | You’ll Never Walk Alone The End of the Storm                  | Erstveröffentlichung: 4. Dezember 2020 Original: Gerry & the Pacemakers |
| 2024 | Blue Skies The New Look                                       | Erstveröffentlichung: 7. Februar 2024 Original: Belle Baker             |

## Statistik

### Chartauswertung
Die folgende Aufstellung beinhaltet eine Übersicht über die Charterfolge Del Reys in den Album- und Singlecharts. Zu berücksichtigen ist, dass unter den Singles sich nur Interpretationen von Del Rey befinden, reine Autorenbeteiligungen sind nicht mit inbegriffen.
|                     | DE    | AT    | CH    | UK    | US     |
| ------------------- | ----- | ----- | ----- | ----- | ------ |
| Nummer-eins-Alben   | DE1DE | AT1AT | CH3CH | UK6UK | US2US  |
| Top-10-Alben        | DE8DE | AT8AT | CH8CH | UK8UK | US9US  |
| Alben in den Charts | DE8DE | AT8AT | CH9CH | UK9UK | US10US |

|                       | DE     | AT     | CH     | UK     | US     |
| --------------------- | ------ | ------ | ------ | ------ | ------ |
| Nummer-eins-Singles   | DE2DE  | AT—AT  | CH—CH  | UK—UK  | US—US  |
| Top-10-Singles        | DE3DE  | AT4AT  | CH3CH  | UK6UK  | US2US  |
| Singles in den Charts | DE18DE | AT19AT | CH26CH | UK41UK | US19US |

### Auszeichnungen für Musikverkäufe
Die Lieder Amercan, Art Deco, Cherry, Cinnamon Girl, Cola, Diet Mountain Dew, Happiness is a Butterfly, How to Disappear, Let the Light In, Margaret, Million Dollar Man, Pretty When You Cry, Salvatore, Taco Truck x VB, This Is What Makes Us Girls, Thunder und Without You konnten sich nicht in den Charts platzieren, erhielten jedoch allesamt Schallplattenauszeichnungen.

| Land/RegionAuszeichnungen für Musikverkäufe (Land/Region, Auszeichnungen, Verkäufe, Quellen) | Silber       | Gold         | Platin         | Diamant       | Verkäufe    | Quellen                                                     |
| -------------------------------------------------------------------------------------------- | ------------ | ------------ | -------------- | ------------- | ----------- | ----------------------------------------------------------- |
| Australien (ARIA)                                                                            | —            | 20× Gold20   | 61× Platin61   | —             | 4.970.000   | aria.com.au                                                 |
| Belgien (BRMA)                                                                               | —            | 2× Gold2     | 2× Platin2     | —             | 90.000      | ultratop.be                                                 |
| Brasilien (PMB)                                                                              | —            | 28× Gold28   | 59× Platin59   | 9× Diamant9   | 5.160.000   | pro-musicabr.org.br                                         |
| Dänemark (IFPI)                                                                              | —            | 10× Gold10   | 13× Platin13   | —             | 860.000     | ifpi.dk                                                     |
| Deutschland (BVMI)                                                                           | —            | 6× Gold6     | 10× Platin10   | —             | 3.650.000   | musikindustrie.de                                           |
| Europa (IFPI)                                                                                | —            | —            | 2× Platin2     | —             | (2.000.000) | ifpi.org (Memento vom 15. Oktober 2013 im Internet Archive) |
| Finnland (IFPI)                                                                              | —            | 3× Gold3     | 6× Platin6     | —             | 150.000     | Einzelnachweise                                             |
| Frankreich (SNEP)                                                                            | —            | 7× Gold7     | 3× Platin3     | Diamant1      | 1.711.100   | infodisc.fr snepmusique.com                                 |
| Griechenland (IFPI)                                                                          | —            | 6× Gold6     | 8× Platin8     | —             | 220.000     | Einzelnachweise                                             |
| Irland (IRMA)                                                                                | —            | —            | 2× Platin2     | —             | 30.000      | irishcharts.ie                                              |
| Italien (FIMI)                                                                               | —            | 11× Gold11   | 12× Platin12   | —             | 1.035.000   | fimi.it                                                     |
| Kanada (MC)                                                                                  | —            | 11× Gold11   | 21× Platin21   | Diamant1      | 2.920.000   | musiccanada.com                                             |
| Mexiko (AMPROFON)                                                                            | —            | 3× Gold3     | 2× Platin2     | —             | 250.000     | amprofon.com.mx                                             |
| Neuseeland (RMNZ)                                                                            | —            | 2× Gold2     | 28× Platin28   | —             | 697.500     | aotearoamusiccharts.co.nz NZ2 NZ3                           |
| Niederlande (NVPI)                                                                           | —            | Gold1        | —              | —             | 10.000      | nvpi.nl                                                     |
| Norwegen (IFPI)                                                                              | —            | 3× Gold3     | —              | —             | 65.000      | ifpi.no                                                     |
| Österreich (IFPI)                                                                            | —            | 2× Gold2     | 3× Platin3     | —             | 92.500      | ifpi.at                                                     |
| Polen (ZPAV)                                                                                 | —            | 8× Gold8     | 20× Platin20   | Diamant1      | 970.000     | olis.pl                                                     |
| Portugal (AFP)                                                                               | —            | 5× Gold5     | 8× Platin8     | —             | 113.500     | Einzelnachweise                                             |
| Russland (NFPF)                                                                              | —            | —            | Platin1        | —             | 10.000      | Einzelnachweise                                             |
| Schweden (IFPI)                                                                              | —            | 2× Gold2     | 7× Platin7     | —             | 380.000     | sverigetopplistan.se                                        |
| Schweiz (IFPI)                                                                               | —            | —            | 9× Platin9     | —             | 210.000     | hitparade.ch                                                |
| Singapur (RIAS)                                                                              | —            | Gold1        | —              | —             | 5.000       | rias.org.sg                                                 |
| Spanien (Promusicae)                                                                         | —            | 11× Gold11   | 7× Platin7     | —             | 700.000     | elportaldemusica.es promusicae.es                           |
| Ungarn (MAHASZ)                                                                              | —            | Gold1        | —              | —             | 3.000       | slagerlistak.hu                                             |
| Vereinigte Staaten (RIAA)                                                                    | —            | 22× Gold22   | 48× Platin48   | —             | 59.509.000  | riaa.com                                                    |
| Vereinigtes Königreich (BPI)                                                                 | 21× Silber21 | 14× Gold14   | 22× Platin22   | —             | 19.642.000  | bpi.co.uk                                                   |
| Zentralamerika (CFC)                                                                         | —            | —            | Platin1        | —             | 70.000      | cfc-musica.com                                              |
| Insgesamt                                                                                    | 21× Silber21 | 179× Gold179 | 355× Platin355 | 12× Diamant12 |             |                                                             |